# 山家車站
山家車站（日语：／ Yamaga eki */?）是一由西日本旅客鐵道（JR西日本）所經營的鐵路車站，位於日本京都府綾部市上原町，是山陰本線沿線的一個無人車站，隸屬於近畿統括本部的管轄範圍。

## 車站結構
島式月台1面2線的地面車站。站舍位於軌道北側，月台以跨線天橋連絡。
西舞鶴站管理的無人站。不設自動售票機。

### 月台配置
| 月台 | 路線     | 方向 | 目的地           |
| ---- | -------- | ---- | ---------------- |
| 1、2 | 山陰本線 | 上行 | 園部、京都方向   |
| 1、2 | 山陰本線 | 下行 | 綾部、福知山方向 |

## 使用情況
根據京都府統計書，1日平均上車人次如下表。
| 年度   | 1日平均上車人次 |
| ------ | --------------- |
| 1999年 | 74              |
| 2000年 | 52              |
| 2001年 | 49              |
| 2002年 | 52              |
| 2003年 | 55              |
| 2004年 | 52              |
| 2005年 | 36              |
| 2006年 | 38              |
| 2007年 | 41              |
| 2008年 | 41              |
| 2009年 | 36              |
| 2010年 | 36              |
| 2011年 | 38              |
| 2012年 | 30              |
| 2013年 | 36              |
| 2014年 | 30              |
| 2015年 | 30              |
| 2016年 | 33              |

## 相鄰車站
西日本旅客鐵道
 山陰本線
■快速
通過
■普通（包括嵯峨野線路段的快速列車）
立木－山家－綾部

## 外部連結
- 山家｜車站資訊：JR出門網 - 西日本旅客鐵道